# Энгл, Эдвард
Эдвард Хартли Энгл (англ. Edward Hartley Angle, 1 июня 1855 – 11 августа 1930) ― американский стоматолог, широко известный как «отец американской ортодонтии». Он основал школу ортодонтии в 1899 году в Сент-Луисе и других регионах Соединённых Штатов. Является изобретателем брекетов. 

## Юность
Родился в семье Филипа Кейсбира Энгла и Изабель Эрскин Энгл в Херриксе, штат Нью-Йорк. Он был пятым из семи детей. В детские годы Эдвард рано проявил талант к работе с инструментами и механизмами, включая грабли для сена. Энгл учился в средней школе в Кантоне, штат Пенсильвания. До поступления в стоматологическую школу он работал у местного стоматолога с 1874 по 1876 год. Затем учился в Пенсильванском колледже стоматологической хирургии и стал стоматологом в 1878 году. Энгл начал работать в городе Тоуэнда, штат Пенсильвания, вскоре после окончания университета. В 1881 году у него развилась хроническая респираторная проблема, которая вынудила его на несколько месяцев переехать в Миннесоту. Как только его здоровье улучшилось, он вернулся в Пенсильванию, чтобы в конечном итоге переехать в Монтану, чтобы открыть бизнес по разведению овец со своим старшим братом Махлоном. В 1882 году Энгл переехал в Миннеаполис.
Он женился на Флоренс А Каннинг в марте 1887 года, и у них родилась дочь по имени Флоренс Элизабет Энгл. В 1904 году Энгл был председателем секции ортодонтии на четвёртом Международном стоматологическом конгрессе в Сент-Луисе. Энгл женился на Анне Хопкинс в Сент-Луисе в 1908 году после развода со своей предыдущей женой. Прежде чем выйти замуж за доктора Энгла, Анна получила степень доктора медицинских наук в Стоматологическом колледже Университета Айовы в 1902 году. Он переехал в Ларчмонт, штат Нью-Йорк, вместе с Анной в 1908 году, где преподавал 6-недельный курс в своей школе. В конце концов он переехал в Нью-Лондон, штат Коннектикут, в 1911 году, в дом индивидуального дизайна эпохи возрождения в стиле Тюдоров, расположенный по адресу Бельвью-Плейс, 58, проданный ему великим архитектором Нью-Лондона Дадли Сент-Клером Доннелли, где он продолжал преподавать, но по состоянию здоровья был вынужден уехать в Пасадену, Калифорния. В конце концов он открыл свою школу в своем новом доме эпохи возрождения в стиле Тюдоров, спроектированном тем же архитектором на Бельвью-Плейс, 58, в Пасадене в 1917 году.

## Карьера
В 1886 году он занял должность преподавателя сравнительной анатомии и ортодонтии в Университете Миннесоты. В то же время он продолжал свою частную стоматологическую практику в Миннеаполисе. Первоначально Энгла интересовала ортопедическая стоматология, и он преподавал на этом факультете в стоматологических школах Пенсильвании и Миннесоты в 1880-х годах. В 1887 году он опубликовал 14-страничную статью в учебнике Лумиса Хаскелла, которая в конечном итоге стала известна как его первое издание из семи изданий. Затем в 1888 году он был избран президентом Стоматологического общества города Миннеаполис, после чего в 1890 году опубликовал свое второе издание учебника. Он подал в отставку с должности преподавателя Университета Миннесоты и официально ограничил свою практику ортодонтией. В 1892 году опубликовал свое третье издание учебника под названием «Угловая система регулирования и удержания зубов». Четвёртое издание, «Угловая система регулирования и удержания зубов и лечения переломов верхней челюсти», было опубликовано в 1895 году. Затем он переехал в Сент-Луис, штат Миссури, со своей семьей и своей помощницей Анной Хопкинс, которую он нанял в 1892 году. Он получил медицинскую степень в колледже Марион Симс в 1897 году.
С 1892 по 1898 год Энгл был профессором ортодонтии в стоматологической школе Северо-Западного университета, с 1886 по 1899 год он был профессором ортодонтии в Медицинском колледже Марион Симс и с 1897 по 1899 год на медицинском факультете Вашингтонского университета. Он опубликовал шестое издание своего учебника в 1900 году.

## Ортодонтия

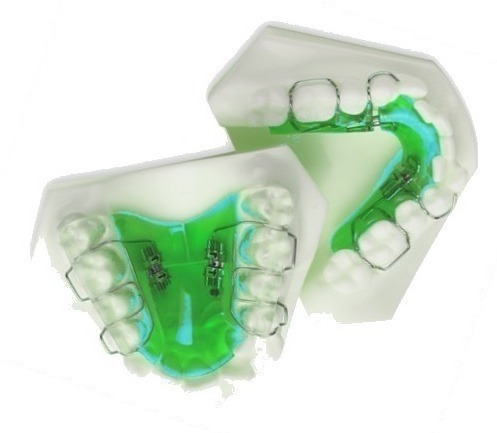
Функциональные расширители верхней и нижней челюсти

В ноябре 1899 года Энгл читал курс для аспирантов по ортодонтии в своем офисе в Сент-Луисе, где его ученики убеждали его создать школу для преподавания ортодонтии. Он основал школу ортодонтии в Сент-Луисе, штат Миссури, в 1900 году, где официально учредил ортодонтию как специальность. С появлением школы специальность ортодонтия получила новый импульс. Он ввел термин неправильный прикус для обозначения аномалий положения зубов и классифицировал различные аномалии зубов и челюстей, изобрел брекеты для их лечения, а также разработал несколько хирургических методик. Энгл стандартизировал приборы в серии книг и брошюр, включая текст, который он написал, «Лечение неправильного прикуса зубов и переломов верхней челюсти: Система Энгла».
Его растущий интерес к окклюзии зубов и лечению, необходимому для получения нормальной окклюзии, непосредственно привел к развитию ортодонтии как специальности, а сам он стал «отцом современной ортодонтии». Разработка классификации неправильного прикуса в 1890-х годах стала важным шагом в развитии ортодонтии, поскольку она не только подразделяла основные типы неправильного прикуса, но и включала первое четкое и простое определение нормальной окклюзии в естественном зубном ряду.
Энгл был связан с эстетикой ортодонтии, а также функциональностью, и поэтому сотрудничал с художником и художественным педагогом Эдмундом Вюрпелем в применении эстетики в своей области. Художник и стоматолог сотрудничали в течение многих лет, и Вюрпель часто читал лекции по просьбе Энгла, как в Сент-Луисе, так и в Пасадене.
Журнал The Angle Orthodontist, основанный в 1930 году, является официальным изданием Общества ортодонтов Эдварда Энгла, основанного в 1922 году, и публикуется два раза в месяц в январе, марте, мае, июле, сентябре и ноябре Фондом образования и исследований EH Angle Inc. В 1901 году он также основал Общество ортодонтов, которое позже стало Американским обществом ортодонтов.
Эдвард Энгл имеет 46 патентов на свое имя.

## Смерть
Энгл умер в 1930 году в Санта-Монике в возрасте 75 лет от сердечной недостаточности. Он был похоронен на кладбище Маунтин-Вью в Альтадене, штат Калифорния.